# Drape (Medizin)
Als Drape (deutsch Vorhang) bezeichnet man sterile Einweghüllen, die in der Chirurgie und der Labordiagnostik verwendet werden, um unsterile Geräte (wie Operationsmikroskope) abzudecken, damit durch die Bedienung des Gerätes für die steril gekleidete Person keine Gefahr besteht, mit unsterilen Oberflächen in Berührung zu kommen. Ferner werden die OP- und Laborgeräte selbst dadurch vor Verschmutzungen geschützt, wodurch unzugängliche Ecken nicht mit Probenmaterial oder Blut kontaminiert werden und sich das spätere Reinigen vereinfacht. Die Folienstärke ist so bemessen, dass sie einerseits reißfest sind, jedoch noch eine sichere Bedienung der Geräte möglich bleibt. Drapes für Anwendungen in der Mikrobiologie bestehen mitunter aus biokompatiblen Kunststoffen, die antibakteriell beschichtet sind. Bei größeren OP-Mikroskopen handelt es sich um dünnen Klarsichtfolien, die per Unterdruck angesaugt werden und sich so um das Geräte legen.